# 歌川房種
歌川 房種（うたがわ ふさたね、生没年不詳）とは、江戸時代末期から明治時代にかけての浮世絵師。

## 来歴
歌川貞房の門人。本姓は村井、名は静馬。歌川の画姓を称し、桜斎、一笑斎、一瓢斎などと号す。本所外手町に住む。作画期は安政から明治30年（1897年）頃にかけてで、幕末に「近江八景」の風景画のほか芝居絵、源氏絵などを、明治に入ってからは「東京名勝」などの開化風俗画や西南戦争関係の錦絵、小説や新聞の挿絵を描き戯作も手がけている。

## 作品
- 『文福茶釜』　※明治9年（1876年）刊行、表紙に「村井静馬著」とあり
- 『小倉山青樹栄昔日新話』　合巻　※泉竜亭是正作、明治11年刊行
- 『源平盛衰記』上下巻（・）　※明治19年刊行
- 『絵本十二月』二編2冊
- 『源氏絵合かるた』1冊　※遊戯書
- 「金性の人卯ノ年二月十日有卦ニ入」　大判錦絵　国立国会図書館所蔵　※安政2年（1855年）
- 「東京名勝之内　両国橋」　大判錦絵　江戸東京博物館所蔵　※明治7年（1932年）
- 「鹿児嶌新話」　大判錦絵揃物　早稲田大学演劇博物館所蔵　※明治10年
- 「明治十六年十月三十一日太陽金環蝕の図」　大判錦絵　※明治16年
- 「明治廿年八月十九日日食之図」　大判錦絵　※明治20年（1887年）
- 「美人揃花三曲」　大判錦絵3枚続　静岡県立中央図書館所蔵